# Kaufhaus Nathan Israel

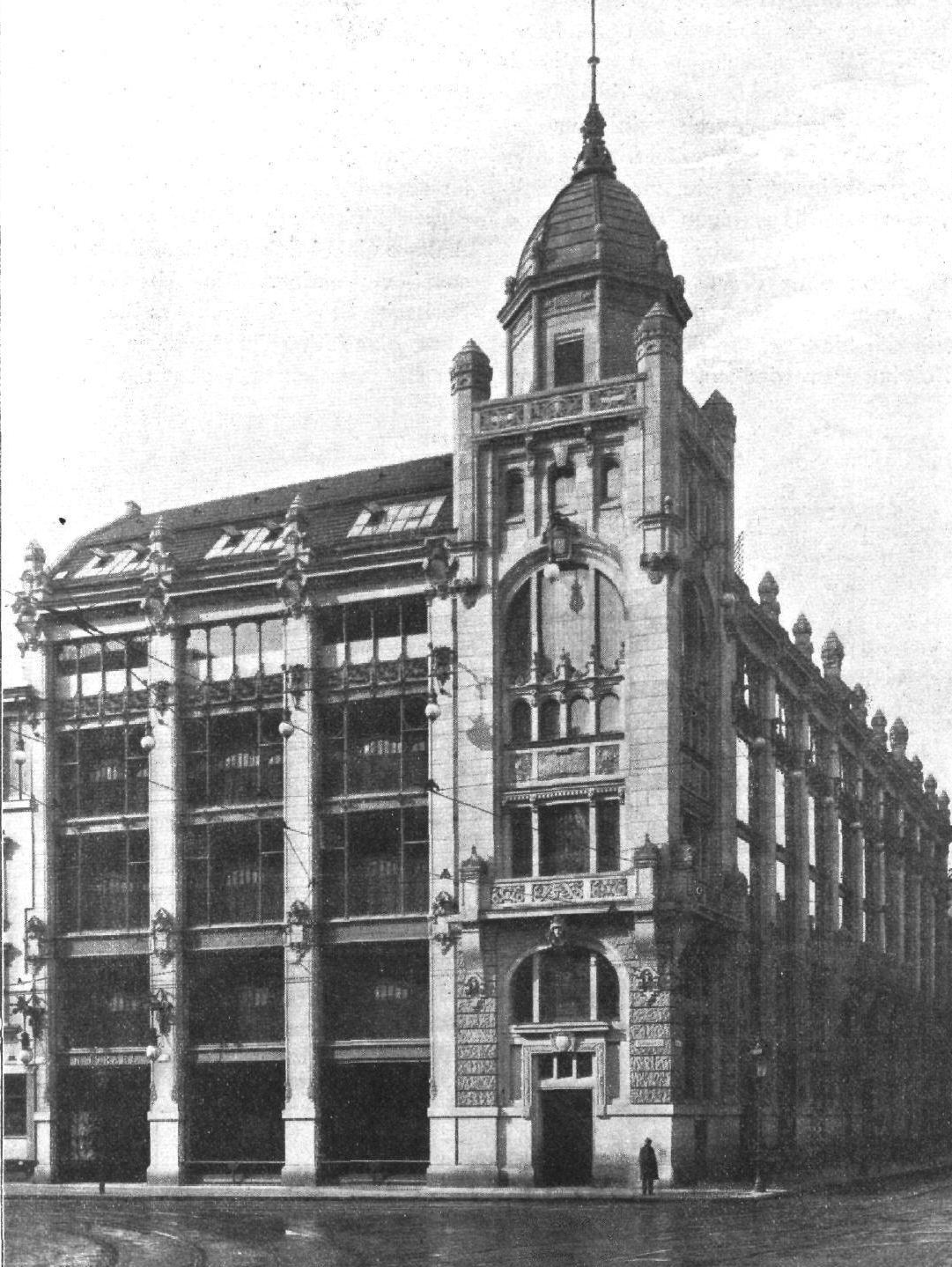
Varuhuset omkring år 1900, vy från Spandauer Strasse.

Kaufhaus Nathan Israel, förkortat N. Israel, var ett varuhus i  Berlins historiska centrum, beläget på Spandauer Strasse i Nikolaiviertel. Det var Berlins äldsta varuhus, grundat 1815, och var under lång tid det största i Berlin. Byggnaden förstördes i ett bombanfall 1943 under andra världskriget.

## Historia

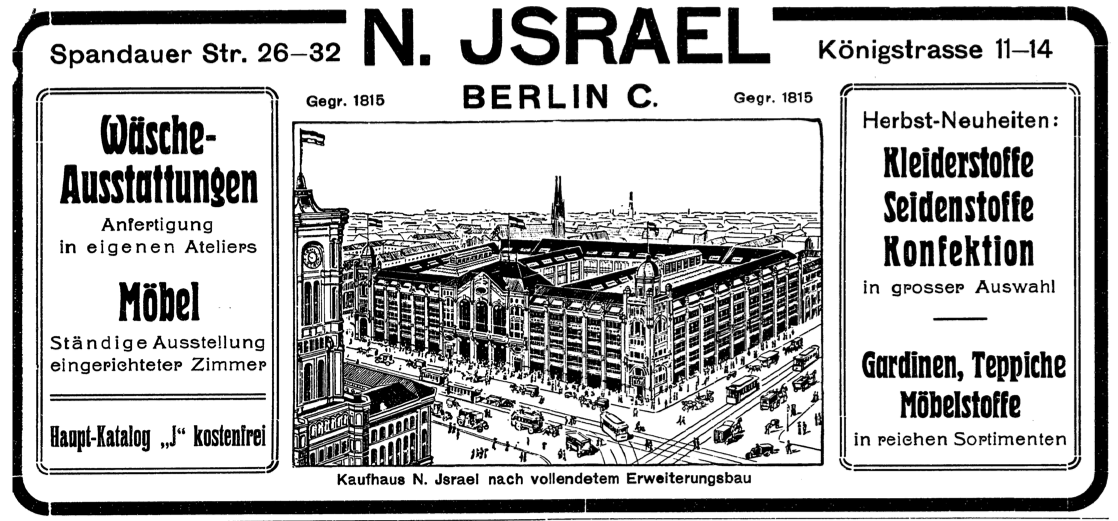
Kaufhaus Nathan Israel, avbildning i annons från 1912.

Varuhuset hade sitt ursprung i den judiska möbel- och antikhandlaren Nathan Israels (1782–1852) affärsrörelse som ursprungligen grundades på Jüdenstrasse 18 år 1815. Familjen Israel tillhörde de äldsta judiska familjerna i Berlin som invandrat under Fredrik II:s regering 1741.
Redan år 1818 flyttade familjen sin verksamhet till Molkenmarkt 2. 1843 utvidgades verksamheten och flyttade till en fastighet i Nikolaiviertel på dåvarande Spandauer Strasse 28. Vid Nathan Israels död hade fastigheten byggts om till ett fyravånings varuhus, som drevs vidare av sönerna Moritz (1830–1895) och Jacob (1823–1894). Moritz Israel sålde senare sin andel och köpte 1888 istället godset i Schulzendorf nära Königs Wusterhausen, där han lät uppföra den nuvarande slottsbyggnaden 1889. Efter ägaren Jacob Israels död drev sonen Berthold Israel (1868–1935) vidare varuhuset och inledde 1899 en stor om- och tillbyggnad av varuhuset. I början av 1900-talet tog varuhuset upp större delen av kvarteret mellan Königstrasse (nuvarande Rathausstrasse), Spandauer Strasse, Poststrasse och Probststrasse i Nikolaiviertel, med fem till sex våningar. Varuhuset hade ett tusental anställda och hade ett omfattande kvalitetssortiment liknande Harrods i London vid samma tid. 1928 inkorporerades ytterligare grannhus i varuhusets lokaler. År 1928 hade varuhuset en årsomsättning på 34,5 miljoner Reichsmark och hade nästan tvåtusen anställda. Man var tidig med att ta efter amerikanska nymodigheter som ljusgårdar, hissar, reklamaffischer, säljevenemang och realisationer. Företaget valde dock att stanna i den historiska stadskärnan och inte etablera sig vid stadens nya affärsgata Kurfürstendamm.
År 1932 började man med postorderförsäljning. Den omfattande postorderkatalogen innehöll ett stort sortiment med kostnadsfri leverans inom Berlins stadsgräns. Betalning vid leverans var möjligt och bytesrätt erbjöds. Till kundtjänstutbudet hörde personlig inköpsservice, telefonbeställningsservice, mode- och inredningsrådgivning och en tyg- och tillskärningsmönsterrådgivning. Rådgivarna var fackutbildade inom sina respektive områden. Varuhuset hade även en resebyrå som erbjöd rekreations-, sport-, affärs- och vandringsresor. Det fanns dessutom en barnpassning där legitimerade förskolefröknar från Berliner Fröbelverein arbetade.
Jacob Israel, sonen Berthold och deras familjer ligger idag begravda på den Judiska kyrkogården vid Schönhauser Allee, med undantag för de medlemmar som emigrerade under Nazityskland eller mördades i Förintelsen. Moritz Israel begravdes på Weissensees judiska kyrkogård.

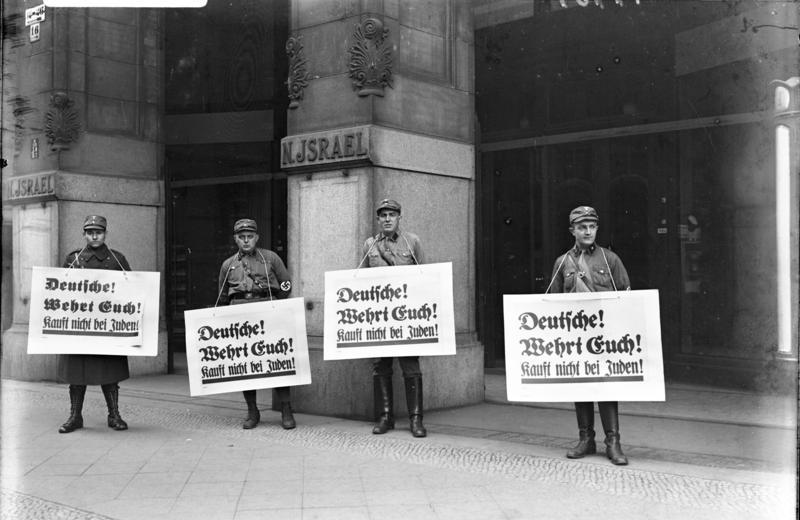
Medlemmar av SA genomför en bojkottsaktion utanför varuhuset, 1 april 1933.

1933 genomförde nazister från Sturmabteilung en bojkottsaktion mot judiska företag och demonstrerade utanför varuhuset med uppmaningar till tyskar att "inte köpa från judar".

Under Kristallnatten 10 november 1938 plundrades varuhuset och sattes i brand, men brandkåren kunde släcka byggnaden i tid. Den sista ägaren till familjeföretaget, Wilfrid Israel (1899–1943), tvingades genom arisering ge upp firman 1939. Köparen var Emil Koester AG, ett företag som kontrollerades av den redan 1931 emigrerade judiska företagaren Jakob Michael, vilket dock var okänt för de nazistiska myndigheterna. Varuhuset öppnade åter 1939 som Das Haus im Zentrum. Familjen Israel hjälpte huvuddelen av företagets judiska anställda och deras barn att emigrera före krigets början.
Wilfrid Israel emigrerade 1939 till England där han verkade som forskare vid Balliol College vid Oxfords universitet. Han försökte därifrån etablera kontakt med den tyska motståndsrörelsen genom den brittiska utrikesministern Stafford Cripps, och organiserade fartygstransporter för judiska flyktingbarn från den europeiska kontinenten. Wilfrid Israel avled 1943 tillsammans med skådespelaren Leslie Howard när deras civila flygplan mellan Lissabon och London sköts ned av Luftwaffe över Biscayabukten.

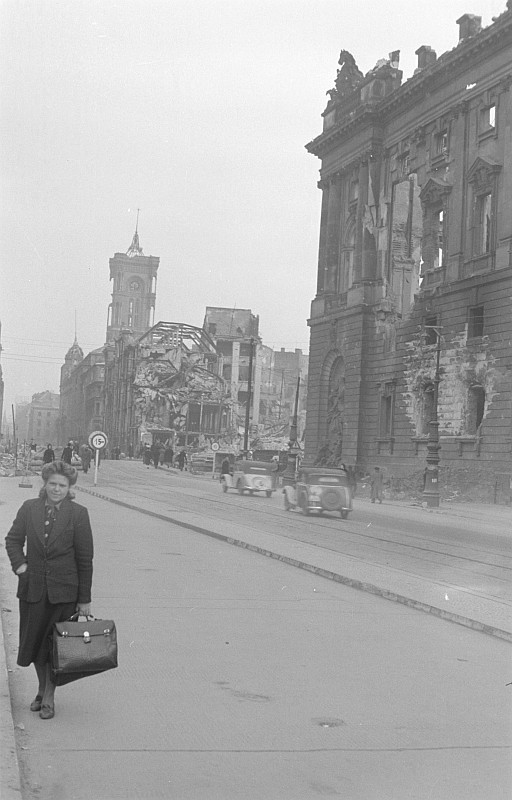
Vy från nuvarande Rathausbrücke 1945 i riktning mot varuhusruinen och Rotes Rathaus.

Varuhusbyggnaden förstördes 1943 i ett bombanfall och tomten låg tillsammans med övriga Nikolaiviertel i ruiner ända fram till 1980-talet. Då Östtysklands regering inte ersatte judiska tidigare ägare för konfiskeringar under nazistperioden, kom familjen Israel att börja erhålla ekonomisk kompensation för varuhuset först efter Tysklands återförening 1990.
Företaget Nathan Israel var känt för sin firmaetik med en syntes av kommersiell framgång och socialt ansvar. De anställda hade flera för tiden ovanliga förmåner, som tillgång till klubblokaler, fritidsaktiviteter och fortbildning i form av föredrag och språkkurser. Varuhuset hade ett eget bibliotek och ett båthus utanför Berlin som båda var tillgängliga för alla anställda. Dessutom hade man ett förmånligt pensionsavtal.
Företaget grundade 1925 Tysklands första privata handelsyrkesskola, med examina som erkändes även av offentliga skolor. Under perioden från 1900 till 1914 gav företaget ut årsböcker med olika teman på eget förlag, med en varuhusdel om teatrar och konsertsalar samt information om varuhuset och ett kalendarium.
Idag finns två snubbelstenar utformade av konstnären Gunter Demnig vid gathörnet Spandauer Strasse/Rathausstrasse till minne av varuhuset och Wilfrid Israel.